# فرانك فيشر (لاعب دوري الرغبي)
فرانك فيشر (بالإنجليزية: Frank Fisher)‏ هو لاعب دوري الرغبي أسترالي، ولد في 1905 في تاونسفيل في أستراليا، وتوفي في 1980.